# Mine de plomb du Bleiberg
La mine de plomb du Bleiberg est un édifice situé dans la commune française de Saint-Avold, en Moselle.

## Histoire
Les deux entrées (entrée haute, lieudit Chemin de Saint-Hilaire et entrée basse, lieudit Rue des Anglais), ainsi que les réseaux souterrains de galeries, sont inscrits au titre des monuments historiques par arrêté du 3 mars 1993.
La mine est d'origine médiévale et a été exploitée au Moyen Âge, au XVIIIe siècle et au milieu du XIXe siècle. 